# Kinoorglet i Palladium
Kinoorglet i Palladium var et WurliTzer-kinoorgel, der var opstillet i Palladium-biografen i København. Som underholdning før filmen blev der spillet på orglet, der var bygget i 1937 og blev opstillet i 1938.
Orglet døbtes "Bævreklaveret" af det københavnske vid. Det var et fuldt udrustet kinoorgel af den type der i sin tid var opfundet til at forsyne stumfilmene med musikledsagelse og alskens lydeffekter, og som efter tonefilmens gennembrud havde fået en helt ny funktion i de engelske biografer, nemlig som populære koncertinstrumenter i forlystelsespaladser, der blev drevet som såkaldte Cine-Varieties, med en skønsom blanding af film og scenisk underholdning. Egentlige varieté-shows blev det ikke til i den københavnske biograf, men det populære instrument var med til at skabe en særlig afslappet og ubekymret stemning i det nye biografteater på Vesterbrogade. Før forestillingen blev lyset dæmpet i salen, og i spotlysenes kulørte kegler så man spillekonsollen og organisten – i hvid smoking – komme langsomt op på en elevatorskive fra scenegulvets dyb, mens det indledende nummer blev spillet. Han nikkede venligt til publikum og skiven drejede 180 grader så han derefter sad med ryggen mod publikum.
Organisterne var blandt byens kendteste musikere, og stjerne-kinoorganister fra USA og England gav gæstespil i biografen under stor opmærksomhed. Mange organister betjente orglet gennem årene, blandt andre australieren Berrey Brettoner, Mogens Kilde (1940-48 og 1950-52), englænderen Robinson Cleaver, Peer Frost, Ove Peters, Bertrand Bech, englænderen Bobby Pagan og Benna Moe. Mogens Kilde mente selv at Robinson Cleaver var den mest talentfulde, men han blev aldrig rigtig populær. Det gjorde til gengæld hans landsmand Bobby Pagan. Selv tenorhelten Aksel Schiøtz indspillede plader med ledsagelse af Palladiums kino-orgel.

## Specifikationer
WurliTzer – Model 175 3C (opus 2220 ud af i alt 2238) 
 – afsendt fra fabrikken i New York 27. oktober 1937.

3 Manualer – 7 Piberækker – 4 Stemt Slagtøj
 – 18 Effekter – Buet Konsol
| - Trompet 8' -- 61 piber - Åben Principal 16' -- 85 piber - Tibia Clausa 8' -- 85 piber - Violin 8' -- 73 piber - Violin Celeste (TC) 8' -- 61 piber - Fløjte 16' -- 97 piber - Vox Humana 8' -- 61 piber - Kathedral Klokker—18 stemmer - Xylofon -- 37 stemmer - Klokkespil—30 stemmer - Chrysoglott—49 stemmer PEDAL-VÆRK - 16' Principal - 16' Klokke - 8' Trompet - 8' Åben Principal - 8' Tibia Clausa - 8' Cello - 8' Fløjte - Bas Tromme - Pauke - Bækken - Crash Bækken 1. & 2. Berørings Effekt-Omskifterkontakt AKKOMPAGNEMENT - 16' Klokke - 16' Kontra Viola (TC) - 16' Vox Humana (TC) - 8' Trompet - 8' Åben Principal - 8' Tibia Clausa - 8' Violin - 8' Violin Celeste (TC) - 8' Fløjte - 8' Vox Humana - 4' Oktav - 4' Piccolo - 4' Viola - 4' Oktav Celeste - 4' Fløjte - 4' Vox Humana - 2' Piccolo - Chrysoglott (en slags Celeste) - Lilletromme - Tambourin - Kastanetter - Kinesisk Blok - Tom Tom - Kane-bjælder Akkomp. 2. Berøring - 8' Trompet - 8' Tibia Clausa - Klokker - Triangel | 5 Indstillelige Kombinations Stempler (Akkomp & Pedal) SOLO - 16' Principal - 16' Tibia Clausa (TC) - 16' Klokke - 16' Vox Humana (TC) - 8' Trompet - 8' Åben Principal - 8' Tibia Clausa - 8' Violin - 8' Violin Celeste (TC) - 8' Fløjte - 8' Vox Humana - 4' Oktav - 4' Piccolo - 4' Viola - 4' Oktav Celeste - 4' Fløjte - 2 2/3 Tolvtedel (Tibia) - 2 2/3 Tolvtedel - 2' Piccolo (Tibia) - 2' Piccolo - 1 3/5 Syttendedel - Katedral Klokker - Xylofon - Klokkespil - Chrysoglott (en slags Celste) Solo Anden Berøring - 16' Trompet (TC) - 8' Tibia Clausa 5 Indstillelige Kombinations Stempler(Solo & Pedal) TREMULANT'er (3) - Main - Tibia Clausa - Vox Humana TÅ STEMPLER - Hestehove - Bølge-brænding - Fugl - Sirene - Bilhorn - Brandudryknings-sirene - Brandudryknings-sirene (gentagelse) - Dampskibsfløjte - Maskingevær TRYKKNAP - Dørklokke |  |

## Status
Der er kun bygget 6 stk. af typen 175. 3 C referer til at der er en ekstra manual indskudt (den øverste), som stort set kun er med for syns skyld. Denne specialitet blev ifølge fabrikkens oplysninger kun leveret til England. Paladiums Wurlitzer var altså beregnet til det engelske marked. Orglet eksisterer ikke længere i sin helhed, men de dele der er tilbage – spillekonsollen, slagtøjet, lydeffekterne og en lille del af piberne – ejes i dag af Musikhistorisk Museum i København. Indtil videre befinder de sig på magasin, men man håber ved lejlighed at kunne præsentere dem for publikum. Der mangler for mange dele til at det kan komme til at spille igen med sine originale dele, men muligheden foreligger for at indkøbe et tilsvarende instrument i udlandet og anvende dele herfra til restaureringen. At det ikke bliver helt billigt vidner Wurlitzeren Opus 2208 (3 Manualer, opr. 8 piberækker, senere udvidet til 10) om, som indtil 2007 stod i Brighouse, West Yorkshire, England. Den er netop blevet flyttet til Victoria Hall, Saltaire, Bradford og opstillingen, inkl. ny lift, har kostet 135.000 £.

### Hør Wurlitzeren Opus 2208
For at få et indtryk af hvordan Palladiums Wurlitzer (Opus 2220) fra oktober 1937 har lydt, kan man høre John Bowdler øve sig på Wurlitzer (Opus 2208) fra februar 1937, her i en håndholdt amatøroptagelse medens instrumentet stod i Brighouse. Der er ikke den store forskel på dem, men Opus 2208 havde oprindelig 8 piberækker, senere udvidet til 10, medens Opus 2220 havde 7 piberækker.
- ****John Bowdler at The Brighouse Wurlitzer- Sublime Practice Session with a Difference